# Qidong, Nantong
Qidong, tidigare känt som Chitung, är en stad på häradsnivå som lyder under Nantongs stad på prefekturnivå i Jiangsu-provinsen i östra Kina. Den ligger omkring 280 kilometer öster om provinshuvudstaden Nanjing. 

## Övriga länkar
- Wikimedia Commons har media som rör Qidong, Nantong.